# Alija Izetbegović
Alija Izetbegović (ur. 8 sierpnia 1925 w Bosanskim Šamacu, zm. 19 października 2003 w Sarajewie) – polityk bośniacki, prawnik i publicysta. Od 20 grudnia 1990 do 5 października 1996 roku był prezydentem Bośni i Hercegowiny (najpierw Socjalistycznej Republiki Bośni i Hercegowiny wchodzącej w skład Jugosławii, a od 3 marca 1992 roku niepodległej Bośni i Hercegowiny). W latach 1996–2000 był członkiem kolektywnego Prezydium Bośni i Hercegowiny.

## Życiorys
Po raz pierwszy został aresztowany przez komunistyczne władze Jugosławii w 1946. Skazano go na dwa lata więzienia za działalność w antykomunistycznej organizacji Młodzi Muzułmanie. Celem organizacji była obrona tradycji kulturalnej i religijnej Bośni.
Na początku lat 70. opublikował manifest Islamska deklaracja, w którym wzywał do odrodzenia islamu i zjednoczenia społeczności muzułmańskiej. Razem z dwunastoma innymi aktywistami muzułmańskimi został aresztowany przez władze komunistyczne w marcu 1983, a następnie skazany na 14 lat więzienia za publikowanie treści na temat islamu. Wyszedł na wolność w 1988 roku.
27 marca 1990 roku powstała Partia Akcji Demokratycznej (SDA), której liderem został Alija Izetbegović. SDA zrzeszała głównie Bośniackich Muzułmanów; inne grupy etniczne w Bośni (Serbowie i Chorwaci) również stworzyły partie o charakterze nacjonalistycznym. W 1990 roku SDA wygrała pierwsze wielopartyjne wybory w Bośni i Hercegowinie. 20 grudnia 1990 roku Alija Izetbegović został prezydentem Socjalistycznej Republiki Bośni i Hercegowiny.
Latem 1991 pomiędzy Serbami i Chorwatami wybuchła wojna. W dniach 29 lutego i 1 marca 1992 roku w Bośni i Hercegowinie odbyło się referendum niepodległościowe, zbojkotowane przez Serbów bośniackich. Po ogłoszeniu niepodległości, Izetbegović został pierwszym prezydentem Bośni i Hercegowiny. Wojna w Bośni i Hercegowinie wybuchła 3 marca. W październiku 1992 roku wybuchła wojna chorwacko-bośniacka. Jako prezydent Bośni i Hercegowiny Izetbegović opowiadał się za utrzymaniem niepodległości państwa, nawet kosztem wojny. 14 grudnia 1995 roku Alija Izetbegović podpisał ze Slobodanem Miloševićem i Franjo Tuđmanem porozumienie w Dayton, kończące wojnę. W latach 1996–2000 był członkiem trzyosobowego Prezydium Bośni i Hercegowiny i jej przewodniczącym w latach 1996–1998 i 2000.
W związku ze złym stanem zdrowia ustąpił w październiku 2000. Zmarł 19 października 2003 roku.
W latach 90. w świecie zachodnim Izetbegović uchodził za człowieka nauki i bohaterską ofiarę serbskiej przemocy. Po 2001 roku Alija Izetbegović zaczął wzbudzać kontrowersje. Po zamachu z 11 września 2001 roku ustalono, że Izetbegović miał kontakty z radykalnymi organizacjami islamskimi. Kontrowersje wzbudziła jego wizyta w Turcji, gdzie nie złożył kwiatów na grobowcu Mustafy Kemala Atatürka. Pisma Izetbegovicia uważane są obecnie za treści fundamentalistyczne.
Jego synem jest Bakir Izetbegović.
W 2007 roku zostało w Sarajewie otwarte muzeum upamiętniające postać Aliji Izetbegovicia. Są w nim zgromadzone fotografie, odznaczenia oraz publikacje byłego prezydenta Bośni i Hercegowiny.